# Die zwölf Brüder (Wolf)
Die zwölf Brüder ist ein Märchen (AaTh). Es steht in Johann Wilhelm Wolfs Deutsche Hausmärchen an Stelle 13. Zudem ist es auch im rätoromanischen, und litauischen Sprachraum bekannt.

## Inhalt
Zwölf Husarenbrüder fliehen vor dem Rittmeister und kommen in einem Wald in ein Schloss. Eine schwarze Dame bewirtet sie reichlich. Sie sollen drei Jahre bleiben. Nach zweien plündern sie die Schatzkammer und verprassen es im Wirtshaus. Nur der Jüngste will sie abhalten. Als sie fortziehen, dient er dem Wirt. Zerlumpt kehrt einer nach dem anderen zurück. Die Dame bewirtet sie wieder und stürzt sie nachts die Gosse hinab. Der Jüngste bleibt noch einmal drei Jahre. Zuletzt muss er drei Nächte schweigen, wobei erst die Brüder, dann der Wirt und die Eltern versuchen, ihn zum Reden zu bringen, in der dritten Nacht Tiere angreifen. Die schwarze Dame wird immer weißer und ist zuletzt mit ihren elf Schwestern und dem Königreich erlöst. Sie heiraten.

## Herkunft
Der Titel Die zwölf Brüder ist bei Wolf mit einem Sternchen (*) versehen, was laut seiner Vorrede anzeigt, dass Wilhelm von Ploennies den Text ausarbeitete. Husaren sind Reiter. Ähnlich ist Wolfs Märchen Die dreizehn verwünschten Prinzessinnen, in dem zuletzt auch der Feldwebel das Schloss verlässt, dann aber, nachdem er König wird und zwölf Söhne zeugt, mit diesen zurückkehrt, um die dreizehn Prinzessinnen zu erlösen. Dass die Prinzessin mit den überstandenen Qualnächten des Helden immer weißer wird, kommt in Wolfs Sammlung öfter vor, vgl. Grimms Märchen Nr. 121 Der Königssohn, der sich vor nichts fürchtet, Nr. 137 De drei schwatten Prinzessinnen. Kein Zusammenhang besteht zu Grimms gleichnamigem Die zwölf Brüder.

## Varianten
Ulrich Jahns erweiterte Variante Die Königin von Siebenbürgen aus dem Werk Volksmärchen aus Pommern und Rügen (Norden und Leipzig 1891, Nr. 56) erzählt von einem Soldaten, der eine kohlrabenschwarze Seejungfer aus der Verwünschung einer Hexe erlöst, indem er sich drei Nächte lang von starken Kerlen quälen lässt, trotzdem aber stumm bleibt. Durch von der Hexe verabreichte Schlaftrünke, verpasst er es dann jedoch mit der entzauberten Prinzessin nach Siebenbürgen zu fahren. Ihr folgend, entwendet er einigen Räubern Siebenmeilenstiefel, einen Mantel der Unsichtbarkeit verleiht sowie einen nimmerleeren Geldbeutel, mit deren magischen Fähigkeiten er ein von diesen gefangen gehaltenes Mädchen befreien und versorgen kann. Danach kommt er durch eine List in den Besitz eines Schimmels, mit dem er die Überwindung des Glasbergs meistert, um nach Siebenbürgen zu gelangen. Dort will sich seine Prinzessin jedoch gerade mit einem anderen vermählen, dem sie, nachdem sie von der Ankunft des Soldaten erfahren hatte, erzählt, dass sie sich einen neuen Schlüssel für ihre Truhe hatte machen lassen, da sie den alten als verloren glaubte; nun hätte sie diesen aber wiedergefunden. Sie fragt daraufhin ihren neuen Bräutigam, welchen sie denn nun verwenden solle und als dieser ihr zum alten rät, besiegelt er die Hochzeit von der Prinzessin und dem Soldaten. Die Variante wurde in Zabelsdorf, Kreis Randow (nahe Demmin) von einem Tagelöhner erzählt und ist unter ATU 400: Die Suche nach der verschwundenen Frau einzuordnen. Ihr in einigen Motiven ähnlich ist die Version aus dem Werk Kinder- und Hausmärchen aus Süddeutschland (Regensburg 1854) von Ignaz Vinzenz Zingerle und Josef Zingerle, die aus Sellrain stammt und den Titel Die verwunschene Prinzessin trägt.
Eine rätoromanische Version berichtet erst von sieben Soldaten, die es nicht schaffen ein Jahr und zwei Tage sieben Mädchen mit Schweinefüßen weder anzuschauen noch zu berühren und dann von einem, dem dies gelingt. Die Version stammt aus der Cadi in der Surselva und wurde von Caspar Decurtins in dem Werk Rätoromanische Chrestomathie (Band II, Nr. 68, Erlangen 1901) veröffentlicht. Erstmals ins Deutsche übersetzt wurde sie in Leza Uffers Werk Die Märchen der Weltliteratur – Rätoromanische Märchen (Düsseldorf / Köln 1973), in dem sie den Titel Die sieben Jungfrauen erhielt. In August Schleichers litauischer Version sind es drei Soldaten, die, nachdem einer in ein verbotenes Zimmer geschaut hatte, ob des dortigen Schreckens, aus einem verwunschenen Schloss fliehen, wobei der Sohn einer dieser Soldaten mit sechs Schulfreunden zurückkehrt, um mit diesen zusammen sieben Prinzessinnen zu erlösen. Der deutsche Titel lautet Vom verwünschten Schloße.